# 醋甘氨酸
醋甘氨酸（N-乙酰甘氨酸）是甘氨酸的一种衍生物。

## 制备
醋甘氨酸可以通过将甘氨酸在苯中与略微过量的乙酸酐加热，或者使用等物质量的甘氨酸和乙酸酐在浓的冰醋酸中加热制得。